# 쇼쇼쇼
《쇼쇼쇼》는 대한민국의 동양방송과 한국방송공사(KBS 2TV)에 흡수 합병된 후에도 방송되었던 오락 프로그램이다.

## 방송 시간

### 동양방송
| 방송 기간                           | 방송 시간                               | 방송 분량  |
| ----------------------------------- | --------------------------------------- | ---------- |
| 1964년 12월 12일 ~ 1967년 10월 28일 | 매주 토요일 밤 8시 ~ 밤 9시             | 1시간      |
| 1967년 11월 18일                    | 매주 토요일 밤 8시 ~ 밤 9시             | 1시간      |
| 1968년 1월 20일                     | 매주 토요일 밤 8시 ~ 밤 9시             | 1시간      |
| 1976년 9월 4일                      | 매주 토요일 밤 8시 ~ 밤 9시             | 1시간      |
| 1967년 11월 4일 ~ 1967년 11월 11일  | 매주 토요일 밤 8시 30분 ~ 밤 9시 15분   | 45분       |
| 1967년 11월 25일 ~ 1967년 12월 16일 | 매주 토요일 저녁 7시 55분 ~ 밤 9시 15분 | 45분       |
| 1968년 1월 6일 ~ 1968년 1월 13일    | 매주 토요일 저녁 7시 55분 ~ 밤 9시      | 1시간 5분  |
| 1968년 2월 3일 ~ 1968년 3월 2일     | 매주 토요일 저녁 7시 55분 ~ 밤 9시      | 1시간 5분  |
| 1968년 1월 27일                     | 매주 토요일 저녁 7시 50분 ~ 밤 9시      | 1시간 10분 |
| 1968년 3월 9일                      | 매주 토요일 저녁 7시 55분 ~ 밤 8시 50분 | 55분       |
| 1968년 3월 16일                     | 매주 토요일 저녁 7시 55분 ~ 밤 8시      | 5분        |
| 1968년 3월 23일 ~ 1968년 5월 4일    | 매주 토요일 밤 9시 30분 ~ 밤 10시 50분  | 1시간 20분 |
| 1968년 5월 11일 ~ 1968년 7월 13일   | 매주 토요일 밤 9시 15분 ~ 밤 10시 40분  | 1시간 20분 |
| 1968년 7월 20일                     | 매주 토요일 밤 8시 30분 ~ 밤 9시 35분   | 1시간 5분  |
| 1968년 7월 27일                     | 매주 토요일 밤 8시 30분 ~ 밤 9시 30분   | 1시간      |
| 1968년 8월 3일 ~ 1968년 11월 9일    | 매주 토요일 밤 8시 35분 ~ 밤 9시 35분   | 1시간      |
| 1968년 11월 16일 ~ 1969년 10월 18일 | 매주 토요일 밤 9시 ~ 밤 10시            | 1시간      |
| 1969년 11월 1일                     | 매주 토요일 밤 9시 ~ 밤 10시            | 1시간      |
| 1971년 5월 22일 ~ 1971년 8월 28일   | 매주 토요일 밤 9시 ~ 밤 10시            | 1시간      |
| 1969년 11월 8일 ~ 1969년 11월 22일  | 매주 토요일 밤 8시 30분 ~ 밤 9시 40분   | 1시간 10분 |
| 1969년 12월 6일 ~ 1969년 12월 27일  | 매주 토요일 밤 8시 40분 ~ 밤 9시 40분   | 1시간      |
| 1970년 1월 10일 ~ 1970년 2월 28일   | 매주 토요일 밤 8시 40분 ~ 밤 9시 40분   | 1시간      |
| 1970년 1월 3일                      | 매주 토요일 밤 8시 20분 ~ 밤 9시 30분   | 1시간 10분 |
| 1970년 3월 7일                      | 매주 토요일 저녁 7시 35분 ~ 밤 8시 30분 | 55분       |
| 1970년 3월 14일 ~ 1970년 4월 4일    | 매주 토요일 밤 8시 40분 ~ 밤 9시 35분   | 55분       |
| 1970년 4월 11일 ~ 1970년 8월 29일   | 매주 토요일 밤 8시 40분 ~ 밤 9시 40분   | 1시간      |
| 1970년 9월 5일 ~ 1971년 5월 8일     | 매주 토요일 밤 8시 45분 ~ 밤 9시 40분   | 55분       |
| 1971년 5월 15일                     | 매주 토요일 밤 8시 ~ 밤 8시 50분        | 50분       |
| 1971년 9월 11일                     | 매주 토요일 밤 8시 55분 ~ 밤 9시 50분   | 55분       |
| 1971년 9월 18일                     | 매주 토요일 밤 9시 20분 ~ 밤 10시 15분  | 55분       |
| 1971년 9월 25일 ~ 1972년 8월 5일    | 매주 토요일 밤 8시 35분 ~ 밤 9시 30분   | 55분       |
| 1971년 10월 9일                     | 매주 토요일 밤 8시 35분 ~ 밤 9시 30분   | 55분       |
| 1972년 11월 25일 ~ 1973년 1월 20일  | 매주 토요일 밤 8시 35분 ~ 밤 9시 30분   | 55분       |
| 1973년 1월 27일 ~ 1973년 2월 3일    | 매주 토요일 밤 8시 35분 ~ 밤 9시 30분   | 55분       |
| 1971년 10월 2일                     | 매주 토요일 밤 9시 ~ 밤 9시 55분        | 55분       |
| 1972년 8월 12일 ~ 1972년 11월 11일  | 매주 토요일 밤 8시 35분 ~ 밤 9시 35분   | 1시간      |
| 1972년 11월 18일                    | 매주 토요일 밤 8시 5분 ~ 밤 9시         | 55분       |
| 1973년 2월 10일 ~ 1973년 3월 31일   | 매주 토요일 저녁 7시 50분 ~ 밤 8시 40분 | 50분       |
| 1973년 4월 7일                      | 매주 토요일 저녁 7시 40분 ~ 밤 8시 40분 | 1시간      |
| 1973년 4월 14일 ~ 1973년 6월 2일    | 매주 토요일 저녁 7시 40분 ~ 밤 8시 30분 | 50분       |
| 1973년 6월 9일 ~ 1973년 8월 25일    | 매주 토요일 저녁 7시 50분 ~ 밤 8시 40분 | 50분       |
| 1973년 9월 1일 ~ 1973년 8월 25일    | 매주 토요일 저녁 7시 10분 ~ 밤 8시      | 50분       |
| 1973년 9월 8일 ~ 1973년 12월 29일   | 매주 토요일 저녁 7시 35분 ~ 밤 8시 30분 | 55분       |
| 1974년 1월 12일                     | 매주 토요일 저녁 7시 35분 ~ 밤 8시 30분 | 55분       |
| 1974년 1월 5일                      | 매주 토요일 저녁 7시 30분 ~ 밤 8시 25분 | 55분       |
| 1974년 1월 19일 ~ 1974년 2월 2일    | 매주 토요일 저녁 7시 35분 ~ 밤 8시 25분 | 55분       |
| 1974년 2월 9일                      | 매주 토요일 저녁 7시 35분 ~ 밤 8시 25분 | 55분       |
| 1974년 2월 16일                     | 매주 토요일 저녁 7시 30분 ~ 밤 8시 35분 | 1시간 5분  |
| 1974년 2월 23일 ~ 1974년 3월 30일   | 매주 토요일 저녁 7시 30분 ~ 밤 8시 20분 | 50분       |
| 1974년 4월 6일 ~ 1974년 6월 29일    | 매주 토요일 밤 9시 5분 ~ 밤 9시 55분    | 50분       |
| 1974년 7월 6일 ~ 1974년 8월 31일    | 매주 토요일 밤 9시 25분 ~ 밤 10시 30분  | 1시간 5분  |
| 1974년 9월 7일 ~ 1974년 9월 28일    | 매주 토요일 밤 8시 20분 ~ 밤 9시 10분   | 50분       |
| 1974년 10월 5일 ~ 1974년 11월 16일  | 매주 토요일 밤 8시 50분 ~ 밤 9시 40분   | 50분       |
| 1974년 11월 23일 ~ 1974년 12월 21일 | 매주 토요일 밤 8시 35분 ~ 밤 9시 25분   | 50분       |
| 1975년 1월 11일 ~ 1974년 1월 18일   | 매주 토요일 밤 8시 35분 ~ 밤 9시 25분   | 50분       |
| 1977년 11월 5일                     | 매주 토요일 밤 8시 35분 ~ 밤 9시 25분   | 50분       |
| 1974년 12월 28일                    | 매주 토요일 밤 8시 20분 ~ 밤 9시 20분   | 1시간      |
| 1975년 1월 25일                     | 매주 토요일 밤 7시 35분 ~ 밤 9시 35분   | 2시간      |
| 1975년 2월 1일 ~ 1975년 3월 22일    | 매주 토요일 밤 8시 15분 ~ 밤 9시 5분    | 50분       |
| 1975년 4월 5일 ~ 1975년 4월 12일    | 매주 토요일 밤 8시 15분 ~ 밤 9시 5분    | 50분       |
| 1975년 3월 29일                     | 매주 토요일 밤 8시 15분 ~ 밤 9시 35분   | 1시간 20분 |
| 1975년 4월 19일 ~ 1975년 10월 4일   | 매주 토요일 밤 8시 ~ 밤 8시 50분        | 50분       |
| 1976년 1월 17일 ~ 1976년 4월 10일   | 매주 토요일 밤 8시 ~ 밤 8시 50분        | 50분       |
| 1975년 10월 11일 ~ 1975년 10월 18일 | 매주 토요일 밤 8시 30분 ~ 밤 9시 20분   | 50분       |
| 1975년 10월 25일 ~ 1976년 1월 10일  | 매주 토요일 밤 8시 25분 ~ 밤 9시 15분   | 50분       |
| 1976년 4월 17일 ~ 1976년 8월 28일   | 매주 토요일 밤 8시 10분 ~ 밤 9시        | 50분       |
| 1976년 9월 11일 ~ 1976년 10월 9일   | 매주 토요일 밤 8시 10분 ~ 밤 9시        | 50분       |
| 1976년 10월 16일                    | 매주 토요일 밤 8시 40분 ~ 밤 9시 30분   | 50분       |
| 1976년 10월 23일 ~ 1976년 12월 18일 | 매주 토요일 저녁 7시 25분 ~ 밤 8시 15분 | 50분       |
| 1977년 1월 8일 ~ 1976년 1월 15일    | 매주 토요일 저녁 7시 25분 ~ 밤 8시 15분 | 50분       |
| 1977년 2월 12일 ~ 1977년 6월 18일   | 매주 토요일 저녁 7시 25분 ~ 밤 8시 15분 | 50분       |
| 1977년 7월 2일 ~ 1977년 7월 23일    | 매주 토요일 저녁 7시 25분 ~ 밤 8시 15분 | 50분       |
| 1976년 12월 25일                    | 매주 토요일 저녁 7시 5분 ~ 밤 8시 5분   | 1시간      |
| 1977년 1월 22일                     | 매주 토요일 저녁 6시 30분 ~ 7시         | 30분       |
| 1977년 1월 29일 ~ 1977년 2월 5일    | 매주 토요일 저녁 7시 10분 ~ 밤 8시      | 50분       |
| 1977년 6월 25일                     | 매주 토요일 저녁 7시 ~ 밤 8시           | 1시간      |
| 1977년 7월 30일                     | 매주 토요일 밤 8시 55분 ~ 밤 9시 45분   | 50분       |
| 1977년 8월 6일                      | 매주 토요일 밤 8시 45분 ~ 밤 9시 45분   | 1시간      |
| 1977년 8월 13일                     | 매주 토요일 밤 8시 55분 ~ 밤 9시 45분   | 50분       |
| 1977년 11월 19일 ~ 1977년 12월 10일 | 매주 토요일 밤 8시 55분 ~ 밤 9시 45분   | 50분       |
| 1978년 2월 18일 ~ 1978년 3월 4일    | 매주 토요일 밤 8시 55분 ~ 밤 9시 45분   | 50분       |
| 1978년 4월 8일                      | 매주 토요일 밤 8시 55분 ~ 밤 9시 45분   | 50분       |
| 1977년 8월 20일 ~ 1977년 10월 29일  | 매주 토요일 밤 9시 ~ 밤 9시 45분        | 45분       |
| 1977년 11월 12일                    | 매주 토요일 밤 9시 ~ 밤 9시 45분        | 45분       |
| 1977년 12월 17일                    | 매주 토요일 밤 9시 ~ 밤 9시 45분        | 45분       |
| 1978년 1월 7일 ~ 1978년 1월 14일    | 매주 토요일 밤 9시 ~ 밤 9시 45분        | 45분       |
| 1977년 12월 24일                    | 매주 토요일 밤 8시 45분 ~ 9시 45분      | 1시간      |
| 1978년 1월 21일                     | 매주 토요일 밤 9시 10분 ~ 10시          | 50분       |
| 1978년 1월 28일 ~ 1978년 2월 11일   | 매주 토요일 밤 9시 5분 ~ 9시 55분       | 50분       |
| 1978년 3월 11일                     | 매주 토요일 밤 8시 50분 ~ 9시 45분      | 55분       |
| 1978년 3월 18일                     | 매주 토요일 밤 8시 50분 ~ 9시 10분      | 20분       |
| 1978년 3월 25일 ~ 1978년 4월 1일    | 매주 토요일 저녁 7시 ~ 7시 50분         | 50분       |
| 1978년 10월 21일 ~ 1978년 12월 2일  | 매주 토요일 저녁 7시 ~ 7시 50분         | 50분       |
| 1978년 4월 15일 ~ 1978년 10월 14일  | 매주 토요일 저녁 7시 ~ 7시 45분         | 45분       |
| 1978년 12월 16일                    | 매주 토요일 저녁 7시 35분 ~ 8시 25분    | 50분       |
| 1979년 1월 6일 ~ 1979년 1월 13일    | 매주 토요일 저녁 7시 ~ 7시 55분         | 55분       |
| 1979년 1월 20일                     | 매주 토요일 저녁 6시 40분 ~ 7시 30분    | 45분       |
| 1979년 1월 27일                     | 매주 토요일 저녁 6시 25분 ~ 7시 15분    | 50분       |
| 1979년 3월 3일                      | 매주 토요일 저녁 6시 25분 ~ 7시 15분    | 50분       |
| 1979년 2월 3일                      | 매주 토요일 저녁 7시 ~ 7시 50분         | 50분       |
| 1979년 2월 17일                     | 매주 토요일 저녁 7시 ~ 7시 50분         | 50분       |
| 1979년 3월 10일                     | 매주 토요일 저녁 7시 ~ 7시 50분         | 50분       |
| 1979년 3월 24일                     | 매주 토요일 저녁 7시 ~ 7시 50분         | 50분       |
| 1979년 4월 14일 ~ 1979년 4월 21일   | 매주 토요일 저녁 7시 ~ 7시 50분         | 50분       |
| 1979년 5월 12일 ~ 1979년 5월 19일   | 매주 토요일 저녁 7시 ~ 7시 50분         | 50분       |
| 1979년 6월 16일 ~ 1979년 8월 25일   | 매주 토요일 저녁 7시 ~ 7시 50분         | 50분       |
| 1979년 9월 8일 ~ 1979년 9월 29일    | 매주 토요일 저녁 7시 ~ 7시 50분         | 50분       |
| 1979년 2월 10일                     | 매주 토요일 저녁 7시 45분 ~ 8시 35분    | 50분       |
| 1979년 2월 24일                     | 매주 토요일 저녁 7시 40분 ~ 8시 30분    | 50분       |
| 1979년 3월 31일                     | 매주 토요일 저녁 7시 40분 ~ 8시 30분    | 50분       |
| 1979년 3월 17일                     | 매주 토요일 저녁 7시 30분 ~ 8시 20분    | 50분       |
| 1979년 4월 7일                      | 매주 토요일 저녁 7시 40분 ~ 7시 50분    | 10분       |
| 1979년 4월 28일                     | 매주 토요일 저녁 6시 45분 ~ 7시 35분    | 50분       |
| 1979년 5월 26일                     | 매주 토요일 저녁 7시 30분 ~ 8시 20분    | 50분       |
| 1979년 6월 2일                      | 매주 토요일 밤 8시 ~ 8시 50분\|         | 50분       |
| 1979년 9월 1일                      | 매주 토요일 저녁 6시 55분 ~ 7시 45분    | 50분       |
| 1979년 10월 6일                     | 매주 토요일 저녁 6시 45분 ~ 7시 35분\|  | 50분       |
| 1979년 10월 13일                    | 매주 토요일 밤 9시 15분 ~ 10시          | 45분       |
| 1979년 10월 27일                    | 매주 토요일 밤 9시 15분 ~ 10시          | 45분       |
| 1979년 12월 15일 ~ 1979년 12월 22일 | 매주 토요일 밤 9시 15분 ~ 10시          | 45분       |
| 1979년 10월 20일                    | 매주 토요일 밤 9시 15분 ~ 10시 5분      | 50분       |
| 1979년 11월 10일 ~ 1979년 12월 1일  | 매주 토요일 밤 9시 15분 ~ 10시 5분      | 50분       |
| 1980년 1월 12일 ~ 1980년 1월 26일   | 매주 토요일 밤 9시 15분 ~ 10시 15분     | 1시간      |
| 1980년 2월 2일 ~ 1980년 2월 9일     | 매주 토요일 밤 9시 20분 ~ 10시 15분     | 1시간      |
| 1980년 2월 23일                     | 매주 토요일 밤 10시 5분 ~ 10시 55분     | 50분       |
| 1980년 3월 8일                      | 매주 토요일 밤 9시 20분 ~ 10시          | 40분       |
| 1980년 3월 15일                     | 매주 토요일 밤 9시 20분 ~ 10시 10분     | 50분       |
| 1980년 3월 29일                     | 매주 토요일 밤 9시 20분 ~ 10시 10분     | 50분       |
| 1980년 4월 19일                     | 매주 토요일 밤 9시 20분 ~ 10시 10분     | 50분       |
| 1980년 5월 3일 ~ 1980년 11월 1일    | 매주 토요일 밤 9시 20분 ~ 10시 10분     | 50분       |
| 1980년 3월 22일                     | 매주 토요일 밤 9시 10분 ~ 10시 10분     | 1시간      |
| 1980년 4월 12일                     | 매주 토요일 밤 9시 10분 ~ 10시 10분     | 1시간      |
| 1980년 4월 5일                      | 매주 토요일 밤 9시 15분 ~ 10시 10분     | 55분       |
| 1980년 4월 26일                     | 매주 토요일 밤 9시 25분 ~ 10시 15분     | 50분       |
| 1980년 5월 10일                     | 매주 토요일 밤 9시 25분 ~ 10시 15분     | 50분       |
| 1980년 11월 8일, 1980년 11월 22일   | 매주 토요일 밤 9시 30분 ~ 10시 25분     | 50분       |
| 1980년 11월 29일                    | 매주 토요일 저녁 6시 50분 ~ 7시 50분    | 1시간      |

### 한국방송공사 (KBS 2TV)
| 방송 기간                          | 방송 시간                               | 방송 분량  |
| ---------------------------------- | --------------------------------------- | ---------- |
| 1980년 12월 6일 ~ 1980년 12월 20일 | 매주 토요일 밤 9시 ~ 밤 9시 50분        | 50분       |
| 1981년 1월 3일 ~ 1981년 1월 24일   | 매주 토요일 밤 9시 ~ 밤 9시 50분        | 50분       |
| 1980년 12월 27일                   | 매주 토요일 밤 9시 ~ 밤 10시 40분       | 1시간 40분 |
| 1981년 1월 31일 ~ 1981년 2월 28일  | 매주 토요일 밤 9시 ~ 밤 10시            | 1시간      |
| 1981년 3월 7일 ~ 1981년 4월 4일    | 매주 토요일 밤 9시 10분 ~ 밤 10시 10분  | 1시간      |
| 1981년 4월 11일 ~ 1981년 5월 30일  | 매주 토요일 밤 10시 ~ 밤 10시 50분      | 50분       |
| 1981년 6월 13일                    | 매주 토요일 밤 10시 ~ 밤 10시 50분      | 50분       |
| 1981년 7월 18일                    | 매주 토요일 밤 10시 ~ 밤 10시 50분      | 50분       |
| 1981년 6월 6일                     | 매주 토요일 밤 9시 40분 ~ 밤 10시 30분  | 50분       |
| 1981년 6월 27일                    | 매주 토요일 밤 9시 40분 ~ 밤 10시 30분  | 50분       |
| 1981년 7월 11일                    | 매주 토요일 밤 10시 30분 ~ 밤 11시 20분 | 50분       |
| 1981년 7월 25일                    | 매주 토요일 밤 10시 ~ 밤 11시           | 1시간      |
| 1981년 8월 1일                     | 매주 토요일 밤 11시 10분 ~ 밤 12시      | 50분       |
| 1981년 8월 8일 ~ 1981년 8월 15일   | 매주 토요일 밤 11시 ~ 밤 11시 50분      | 50분       |
| 1981년 8월 22일                    | 매주 토요일 밤 10시 50분 ~ 밤 11시 25분 | 35분       |
| 1981년 8월 29일                    | 매주 토요일 밤 10시 40분 ~ 밤 11시 20분 | 50분       |
| 1981년 9월 5일                     | 매주 토요일 밤 10시 50분 ~ 밤 11시 40분 | 50분       |
| 1981년 9월 13일 ~ 1982년 9월 19일  | 매주 일요일 밤 8시 ~ 밤 9시             | 1시간      |
| 1982년 9월 26일 ~ 1983년 3월 27일  | 매주 일요일 밤 9시 40분~ 밤 10시 30분   | 50분       |
| 1983년 4월 3일                     | 매주 일요일 밤 11시 ~ 밤 11시 50분      | 50분       |
| 1983년 4월 10일 ~ 1983년 4월 17일  | 매주 일요일 밤 11시 40분 ~ 밤 12시 30분 | 50분       |
| 1983년 5월 22일 ~ 1983년 6월 5일   | 매주 일요일 밤 11시 40분 ~ 밤 12시 30분 | 50분       |
| 1983년 4월 24일                    | 매주 일요일 밤 11시 30분 ~ 밤 12시 20분 | 50분       |
| 1983년 5월 1일 ~ 1983년 5월 15일   | 매주 일요일 밤 11시 50분 ~ 밤 12시 40분 | 50분       |
| 1983년 6월 12일 ~ 1983년 6월 26일  | 매주 일요일 밤 11시 ~ 밤 11시 50분      | 50분       |
| 1983년 7월 17일                    | 일요일 밤 10시 10분 ~ 밤 11시           | 50분       |

## 역사
동양방송(TBC)은 1964년 12월 개국과 동시에 춤·노래·코미디를 결합한 텔레비전 버라이어티 쇼를 시작하였다. 이 프로그램은 초기 참신한 포맷과 다양한 출연진으로 큰 인기를 얻었으며, 1970년대에는 동양방송의 대표 예능으로 자리매김하였다. 신인 가수와 개그맨 발굴의 산실 역할을 수행하기도 하였다. 1980년 12월 동양방송이 한국방송공사(KBS)에 인수·합병된 이후에도 방송을 지속하였으나, 경쟁 프로그램의 등장과 함께, 1981년 일요일 편성으로 변경되었으나, 시청률 인기가 떨어지면서 여러 차례 방송 시간이 변경되었음에도 불구하고, 1983년 7월 17일 총 913회 방송을 끝으로 종영되었으며, 《쇼 일요특급》이 후속으로 제작되었다.

## 역대 진행자
역대 진행자는 다음과 같다.
- 故 곽규석[1] (1964년 ~ 1976년)
- 故 이한필, 정윤희 (1976년)
- 이한필, 정소녀 (1976년)
- 허참, 정소녀 (1977년 ~ 1978년)
- 허참, 손정은 (1979년)
- 허참, 한우리 (1979년 ~ 1980년)
- 허참 (1980년 ~ 1981년)
- 허참, 차화연 (1981년)
- 허참, 정소녀 (1982년 ~ 1983년)
- 허참, 김진아 (1983년)